# Marguerite Viby
Marguerite Ida Viby (* 25. Juni 1909 in Kopenhagen; † 8. April 2001 in Frederiksberg) war eine dänische Schauspielerin und Sängerin.

## Leben und Werk
Marguerite Viby war die Tochter des Leutnants Niels Oscar Jensen (1880–1933) und seiner Frau Emmy Kirstine Viby (1882–1927). Sie wuchs mit mehreren Geschwistern in Kopenhagen auf. 
In ihrer Kindheit machte sie eine Ballett-Ausbildung am Königlichen Theater Kopenhagen. Dort absolvierte sie auch an der Eleveskole von 1927 bis 1931 ihre Schauspielausbildung. Ihr Bühnendebüt als Darstellerin hatte sie im Jahr 1930 am Helsingør Theater. Danach gastierte sie auch am Folketeatret, Aarhus Teater, Odense Teater, Nørrebro-Theater, Dagmarteatret oder am Frederiksberg-Theater. Zudem trat sie auch an Theatern in Oslo, Stockholm und Helsinki auf. Sie stand in zahlreichen Theaterstücken, Musicals, Varieté-Shows, Kabarett-Programmen und Operetten auf der Bühne.
Als Sängerin veröffentlichte sie in Dänemark mehrere Schallplatten und trat oftmals im Tivoli auf.
Von 1928 bis 1983 stand Viby in mehr als 60 dänischen Filmen und in einigen Fernsehserien als Schauspielerin vor der Kamera, darunter auch zu Beginn ihrer Karriere noch in vier Stummfilmen. Ihre letzte Rolle spielte sie im Jahr 1983 in Een Store Familie, welche die erste dänische Sitcom war. Danach zog sie sich mit 75 Jahren endgültig aus dem Rampenlicht zurück.
Marguerite Viby war insgesamt fünfmal verheiratet. Aus ihrer dritten Ehe (1938–1948) mit dem aus Norwegen stammenden Knud Wold (1907–1992) stammt ihre Tochter Susse Wold, die ebenfalls als Schauspielerin tätig ist. Ihr vierter Ehemann war von 1953 bis 1963 der Schauspieler Preben Mahrt. Ihre letzten Lebensjahre verbrachte Viby zurückgezogen in Frederiksberg, wo sie am 8. April 2001 im Alter von 91 Jahren starb. Ihre Grabstätte befindet sich auf dem Frederiksberg-Ældre-Kirkegård.

## Filmografie (Auswahl)
- 1929: Pat und Patachon: Der kaltblütige Kunstschütze
- 1929: Pat und Patachon als Modekönige
- 1930: Pat und Patachon: Versprochene Bräute
- 1931: Pat und Patachon: Volldampf voraus
- 1932: Pat und Patachon schlagen sich durch
- 1942: Frechheit siegt